# Юлиан Кшижановски
Ю̀лиан Кшижано̀вски (на полски: Julian Krzyżanowski) полски литературовед литературен историк, полонист, фолклорист, професор, преподавател в Люблинския католически университет, в Училището за славянски и източноевропейски изследвания на Лондонския университет (1927 – 1930), в Рижкия университет (1930 – 1934) и във Варшавския университет (1934 – 1962), участник във Варшавското въстание, член на Полската академия на знанията и Полската академия на науките, редактор на научното списания „Паментник Литерацки“ (1946 – 1950).
Научната му работа обхваща цялата история на полската литература. Автор на цикъл с фундаментални трудове посветени на Хенрик Шенкевич. През 1988 година на български език излиза класическия труд „История на полската литература“ в превод на Кольо Петров и Лина Василева и предговор на Ванда Смоховска-Петрова.

## Трудове
- W. Orkan (1927)
- Paralele. Studia porównawcse z pogranicza literatury i folkloru (1935)
- Władysław St. Reymont (1937)
- Od średniowiecza do baroku (1938)
- Historia literatury polskiej. Alegoryzm – preromantyzm (1939)
- Polska bajka ludowa w układzie systematycznym (т. 1 – 2 1947)
- Historia literatury polskiej od Średniowiecza do XIX wieku (1953)
- W wieku Reja i Stańczyka (1958)
- Mądrej głowie dość dwie słowie (т. 1 – 2 1958 – 60)
- Neoromantyzm polski 1890 – 1918 (1963)
- Henryka Sienkiewicza żywot i sprawy (1966)
- Nauka o literaturze (1966) – учебник
- Dzieje literatury polskiej od początków do czasów najnowszych  (1969)
  - A History of Polish literature (1978) – английско издание
  - История на полската литература (1988) – българско издание
- Nowa księga przysłów i wyrażeń przysłowiowych polskich (т. 1 – 4 1969 – 78)
- Twórczość... (1970)
- Szkice folklorystyczne (т. 1 – 3 1980)
- W świecie bajki ludowej (1980)